# Canadian Premier League
A Canadian Premier League ou Première Ligue Canadienne (em português:  Liga Premiada Canadense; abreviação oficial: CPL) é o nível mais alto do sistema de ligas de futebol canadense.. A liga foi oficialmente sancionada pelo Associação Canadense de Futebol em 6 de maio de 2017 e lançado formalmente em 2019 para a sua primeira temporada, que começou em abril de 2019, a competição tinha sete equipes. O Atlético Ottawa se tornou o oitavo time, juntando-se a liga em 2020.
Diferente da MLS (e outras ligas esportivas norte-americanas, como a NHL, NFL, CFL ou NBA), seus times não são "franquias", mas clubes independentes.
O campeão da CPL e o vencedor da temporada regular ganham vagas no Liga dos Campeões da CONCACAF, competindo contra equipes da América do Norte, América Central e Caribe por uma vaga no Copa do Mundo de Clubes da FIFA. Todas as equipes da Canadian Premier League também joga o Campeonato Canadense, ao lado de clubes canadenses de outras ligas, como Toronto FC, Vancouver Whitecaps FC e Montreal Impact, que apesar de canadenses jogam a liga estadunidense MLS. A qualificação para a Liga dos Campeões da CONCACAF também está disponível para os clubes da CPL ao vencer o Campeonato Canadense.
O foco da liga é melhorar o talento nacional do futebol e o esporte no Canadá, com várias regras para garantir isso. Isso inclui uma cota mínima de jogadores canadenses em listas de equipes e formações iniciais, requisitos para jogadores menores de 21 anos e um Projeto para as Universidade Canadense.

## História
O Futebol canadense não possuía uma liga profissional desde 1992 com o fechamento da Canadian Soccer League. Com isso, os times Canadenses jogavam na MLS (Toronto FC, Impact de Montréal e Vancouver Whitecaps), USL (Ottawa Fury) e NASL (FC Edmonton), que eram ligas profissionais de futebol dos Estados Unidos. A única competição puramente canadense era o Campeonato Canadense de Futebol, criado em 2008 para decidir qual time canadense iria para a Liga dos Campeões da CONCACAF.

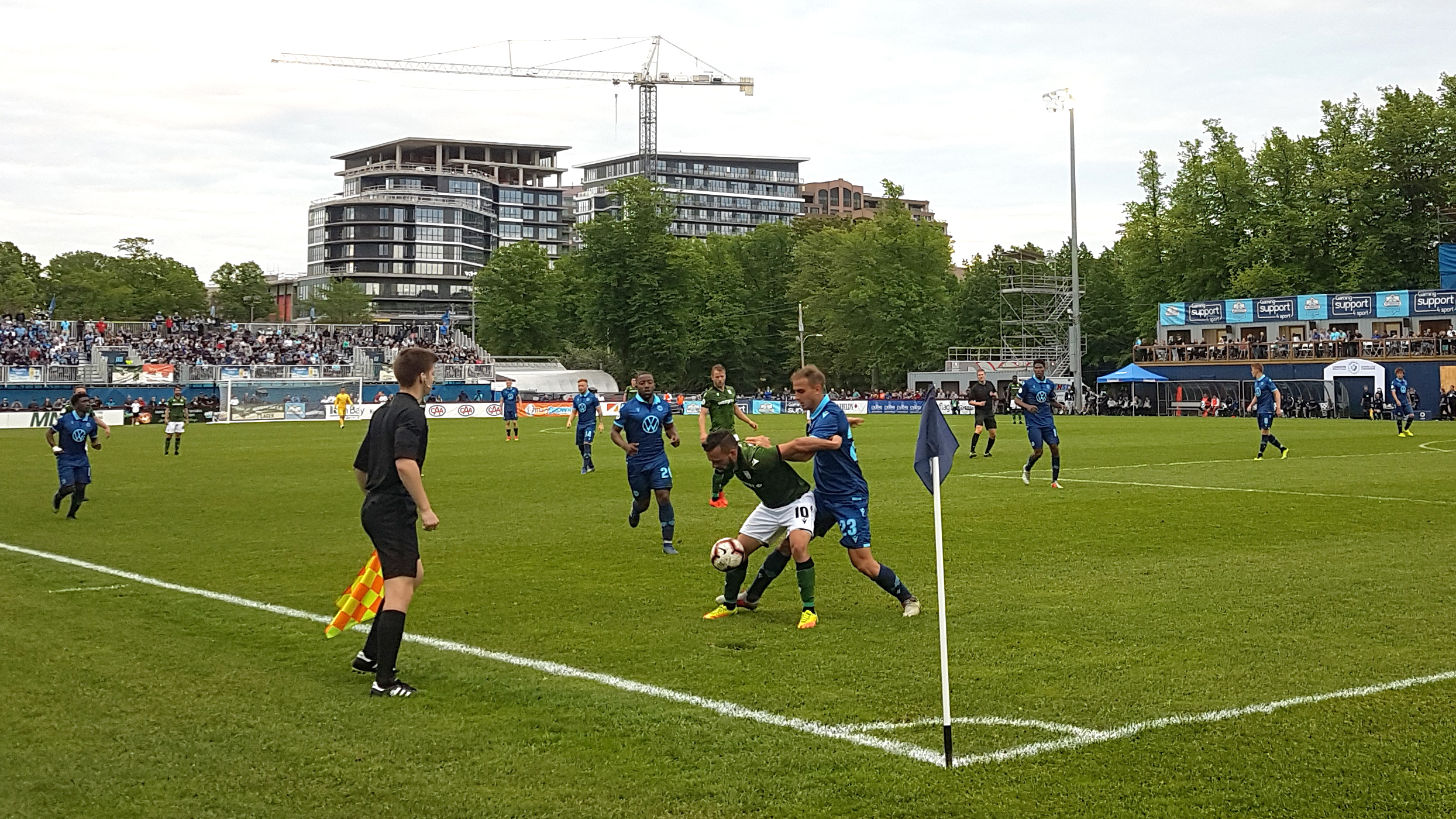
Partida entre o HFX Wanderers e o Cavalry FC em 2019

A primeira vez que se falou na possibilidade de uma nova liga profissional no Canadá foi em junho de 2013, quando o dono do Hamilton Tiger-Cats, time de futebol canadense da Canadian Football League, anunciou que queria fundar uma liga e um time em Hamilton, Ontário. A liga foi sancionada oficialmente em 6 de Maio de 2017 unanimante pela Canadian Soccer Association e revelando sua marca e logotipo em 27 de Abril de 2018.
A liga começou com sete equipes, sendo que seis foram criadas para competir na CPL. O único clube que já existia antes da formação da CPL foi o FC Edmonton, que jogava na North American Soccer League.

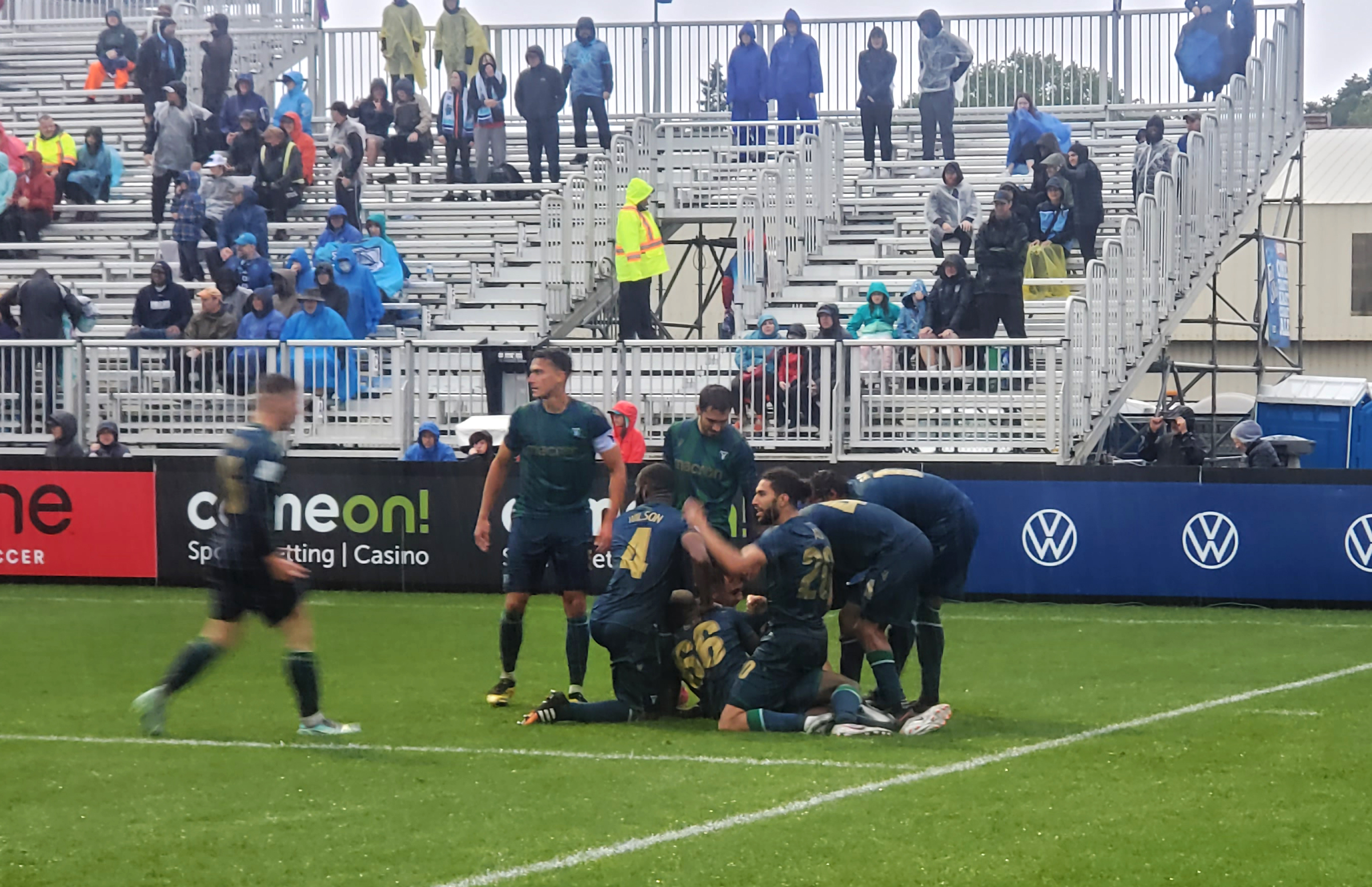
Jogadores do York United comemoram gol sob o HFX Wanderers

O primeiro jogo da CPL foi entre Forge FC e York9, terminando em um empate de 1x1. Ryan Telfer do York9 foi o primeiro a fazer um gol na CPL. Cavalry FC foi campeão das temporadas de outono e primavera, Forge FC que ficou em segundo na temporada de primavera se classificou para a final, ganhando ambos os jogos de ida e volta e se consagrando como primeiro campeão da Canadian Premier League.

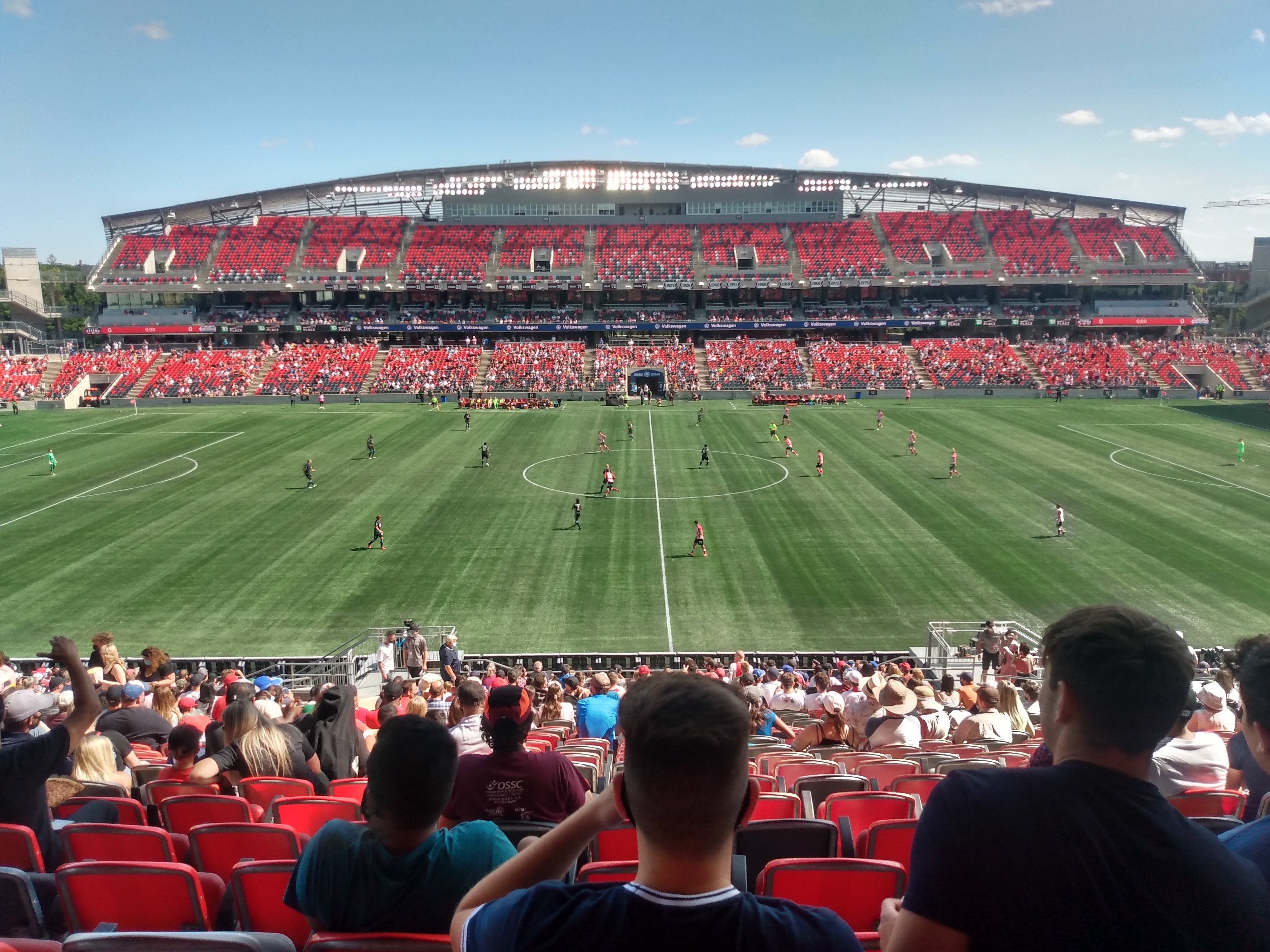
Jogo do Atlético Ottawa no TD Place Stadium em 2021, o time foi a primeira expansão da liga

Foi especulado que o Ottawa Fury, que jogava na NASL entraria na CPL, assim como fez o FC Edmonton. Ao invés o time entrou na USL Championship, o time entrou em uma controvérsia com a CSA e CONCACAF, com o time correndo risco de suspensão caso não fosse transferido para a CPL, além de problemas fincanceiros levaram ao fechamento do time em novembro de 2019. Entretanto, em Janeiro de 2020, o time espanhol Atlético de Madrid, em uma parceira com um dos antigos donos do Fury, Jeff Hunt, anunciaram a abertura de um novo clube na cidade, o Atlético Ottawa, que começou a jogar na liga.
A temporada de 2020 foi adiada devido a pandemia global de COVID-19. Os jogos foram todos feitos na cidade de Charlottetown na Ilha do Príncipe Eduardo, no estádio da Universidade da Ilha do Príncipe Eduardo a Portões fechados. A temporada foi chamada de The Island Games ("Os Jogos da Ilha"). Aconteceu de Agosto até Setembro, resultando no segundo título do Forge FC.
2021 viu o segundo campeão da liga, com Pacific FC ganhado contra o Forge FC por 1 a 0. 
Em 2022, o Forge voltou a ganhar, se tornando tricampeão da liga. Após o fim da temporada em 21 de novembro de 2022, a Canadian Premier League anunciou que o FC Edmonton seria removido da liga, devido a problemas financeiros, baixo desempenho em campo, baixo comparecimento e um estádio desatualizado como motivos para a remoção. Em compensação, entrou na liga o Vancouver FC de Langley, Colúmbia Britânica.

## Formato da liga
A temporada da CPL vai de Abril até Outubro. Cada equipe joga 28 jogos, incluindo 14 em casa e 14 jogos fora de casa em um sistema de pontos corridos. Após a temporada regular, há um sistema de playoffs com semifinais de ida e volta e uma grande final de jogo único.
Na temporada inaugural de 2019, a CPL experimentou um dividir em temporadas de outono e primavera, semelhante ao sistema de Apertura e Clausura, onde os campeões das temporadas de outono e primavera se enfrentam para decidir o campeão da Canadian Premier League.
Diferentemente da Major League Soccer, a CPL planeja no futuro ter um sistema de acesso e descenso.
Os clubes da CPL jogam contra outros times canadenses de outras ligas como MLS, USL, League1 Ontario e Première Ligue de soccer du Québec na sua própria copa doméstica, o Campeonato Canadense. De 2019 até 2022, o campeão da CPL ganha uma vaga para competir na Liga da CONCACAF contra times da América Central e Caribe. O Forge FC chegou nas semi-finais da Liga da CONCACAF de 2022, o que resultou na sua classificação na Liga dos Campeões da CONCACAF de 2022, tornando-se o primeiro clube CPL a fazê-lo. A partir de 2023, o campeão da temporada e o campeão de pontos corridos se classificarão diretamente para as fases de qualificação da Liga dos Campeões da CONCACAF.

## Estádios
| Times                   | Cidade/Região                | Estádio                 | Capacidade              | Fundação                | Estreia                 | Técnico                 |  |
| Canadian Premier League | Canadian Premier League      | Canadian Premier League | Canadian Premier League | Canadian Premier League | Canadian Premier League | Canadian Premier League |  |
| ----------------------- | ---------------------------- | ----------------------- | ----------------------- | ----------------------- | ----------------------- | ----------------------- |  |
| Atlético Ottawa         | Ottawa, Ontário              | TD Place Stadium        | 24.000                  | 2020                    | 2020                    | Mista                   |  |
| Cavalry FC              | Foothills County, Alberta    | ATCO Field              | 5.288                   | 2018                    | 2019                    | Tommy Wheeldon Jr.      |  |
| Forge FC                | Hamilton, Ontário            | Tim Hortons Field       | 23.218                  | 2017                    | 2019                    | Bobby Smyrniotis        |  |
| HFX Wanderers           | Halifax, Nova Escócia        | Wanderers Grounds       | 6.500                   | 2018                    | 2019                    | Stephen Hart            |  |
| Pacific FC              | Langford, Colúmbia Britânica | Westhills Stadium       | 6.000                   | 2018                    | 2019                    | Pa-Modou Kah            |  |
| Valour FC               | Winnipeg, Manitoba           | Investors Group Field   | 30.000                  | 2017                    | 2019                    | Rob Gale                |  |
| York United             | Toronto, Ontário             | Estádio York Lions      | 8.000                   | 2018                    | 2019                    | Jim Brennan             |  |
| Equipes Extintas        |                              |                         |                         |                         |                         |                         |  |
| FC Edmonton             | Edmonton, Alberta            | Clarke Stadium          | 5.100                   | 2010                    | 2019                    | Jeff Paulus             |  |

{|class="wikitable" style="text-align:center"
|-
|Atlético Ottawa
|Cavalry FC
|Forge FC
|-
|TD Place Stadium
|ATCO Field
|Tim Hortons Field
|-
|Capacidade: 24 000
|Capacidade: 5 288
|Capacidade: 5 100
|-
|
|
|
|-
|HFX Wanderers
! rowspan=16 colspan=7 style="background: #FFF"|
| Atlético Ottawa Cavalry FC Forge FC HFX Wanderers Pacific FC Valour FC York UnitedLocalização das equipes participantes da Canadian Premier League de 2023. |

|-
|Wanderers Grounds
|-
|Capacidade: 6 500
|-
|
|-
|Pacific FC
|-
|Westhills Stadium
|-
|Capacidade: 6 000
|-
|
|-
|Valour FC
|-
|IG Field
|-
|Capacidade: 30 000
|-
|
|-
|York United
|-
|York Lions
|-
|Capacidade: 8 000
|-
|
|}

## Lista dos campeões
| Edição | Ano           | Campeão         | Final | Vice-campeão    | Terceiro colocado | Quarto colocado | Part. |
| ------ | ------------- | --------------- | ----- | --------------- | ----------------- | --------------- | ----- |
| 1ª     | 2019 Detalhes | Forge FC (1º)   | 1 – 0 | Cavalry FC      | York9             | FC Edmonton     | 7     |
| 2ª     | 2020 Detalhes | Forge FC (2º)   | 2 – 0 | HFX Wanderers   | Cavalry FC        | Pacific FC      | 8     |
| 3ª     | 2021 Detalhes | Pacific FC (1º) | 1 – 0 | Forge FC        | Cavalry FC        | >York United    | 8     |
| 4ª     | 2022 Detalhes | Forge FC (3º)   | 2 – 0 | Atlético Ottawa | Cavalry FC        | Pacific FC      | 8     |

 Campeão Invicto

## Títulos

### Por equipe
| Clube                | Títulos              | Vices    | 3º lugar             | 4º lugar       |
| -------------------- | -------------------- | -------- | -------------------- | -------------- |
| Forge FC             | 3 (2019, 2020, 2022) | 1 (2021) | 0                    | 0              |
| Pacific FC           | 1 (2021)             | 0        | 0                    | 2 (2020, 2022) |
| Cavalry FC           | 0                    | 1 (2019) | 3 (2020, 2021, 2022) | 0              |
| HFX Wanderers        | 0                    | 1 (2020) | 0                    | 0              |
| Atlético Ottawa      | 0                    | 1 (2022) | 0                    | 0              |
| York United          | 0                    | 0        | 1 (2019)             | 1 (2021)       |
| FC Edmonton          | 0                    | 0        | 0                    | 1 (2019)       |
| Valour Football Club | 0                    | 0        | 0                    | 0              |

### Títulos por Província
| Província          | Títulos | Vices | 3º lugar | 4º lugar |
| ------------------ | ------- | ----- | -------- | -------- |
| Ontário            | 3       | 1     | 1        | 1        |
| Colúmbia Britânica | 1       | 0     | 0        | 1        |
| Alberta            | 0       | 1     | 2        | 1        |
| Nova Escócia       | 0       | 1     | 0        | 0        |

### Títulos por Cidade
| Província | Títulos | Vices | 3º lugar | 4º lugar |
| --------- | ------- | ----- | -------- | -------- |
| Hamilton  | 3       | 1     | 0        | 0        |
| Langford  | 1       | 0     | 0        | 1        |
| Calgary   | 0       | 1     | 2        | 0        |
| Halifax   | 0       | 1     | 0        | 0        |
| Toronto   | 0       | 0     | 1        | 1        |
| Edmonton  | 0       | 0     | 0        | 1        |

 ‎

## Participações
A tabela a seguir ilustra os clubes que mais participaram do Canadian Premier League (de 2019 a 2022). Em negrito, os clubes participantes da edição de 2022:
| Clubes          | Participações | Temporadas          | Títulos |
| --------------- | ------------- | ------------------- | ------- |
| Forge FC        | 4             | 2019–2020–2021–2022 | 3       |
| Pacific FC      | 4             | 2019–2020–2021–2022 | 1       |
| Cavalry FC      | 4             | 2019–2020–2021–2022 | 0       |
| FC Edmonton     | 4             | 2019–2020–2021–2022 | 0       |
| HFX Wanderers   | 4             | 2019–2020–2021–2022 | 0       |
| York United     | 4             | 2019–2020–2021–2022 | 0       |
| Valour FC       | 4             | 2019–2020–2021–2022 | 0       |
| Atlético Ottawa | 4             | 2019–2020–2021–2022 | 0       |

## Ranking histórico
| Pos | Equipes         | Temp. | Pts | J  | V  | E  | D  | GP | GC | SG  | %     | 1º | 2º | 3º | 4º | R | Média | Melhor |
| --- | --------------- | ----- | --- | -- | -- | -- | -- | -- | -- | --- | ----- | -- | -- | -- | -- | - | ----- | ------ |
| 1   | Forge FC        | 2     | 84  | 41 | 25 | 9  | 7  | 66 | 36 | +30 | 68,29 | 2  | 0  | 0  | 0  | 0 | 42    | 1º     |
| 2   | Cavalry FC      | 2     | 78  | 40 | 24 | 6  | 10 | 65 | 32 | +33 | 65,00 | 0  | 1  | 1  | 0  | 0 | 39    | 2º     |
| 3   | Pacific FC      | 2     | 45  | 38 | 12 | 9  | 17 | 51 | 59 | −8  | 39,47 | 0  | 0  | 0  | 1  | 0 | 23    | 4º     |
| 4   | York9           | 2     | 44  | 35 | 11 | 11 | 13 | 47 | 44 | +3  | 41,90 | 0  | 0  | 1  | 0  | 0 | 22    | 3º     |
| 5   | HFX Wanderers   | 2     | 44  | 39 | 10 | 14 | 15 | 36 | 51 | −15 | 37,61 | 0  | 1  | 0  | 0  | 0 | 22    | 2º     |
| 6   | Valour FC       | 2     | 36  | 35 | 10 | 6  | 19 | 38 | 61 | −23 | 34,29 | 0  | 0  | 0  | 0  | 0 | 18    | 6º     |
| 7   | FC Edmonton     | 2     | 33  | 35 | 8  | 9  | 18 | 32 | 47 | −15 | 31,43 | 0  | 0  | 0  | 1  | 0 | 17    | 4º     |
| 8   | Atlético Ottawa | 1     | 8   | 7  | 2  | 2  | 3  | 7  | 12 | −5  | 38,10 | 0  | 0  | 0  | 0  | 0 | 8     | 7º     |

## Maiores públicos
Contabilizando apenas partidas com público acima de 10.000 pagantes.
| # | Público[i] | Mandante | Placar | Visitante  | Estádio  | Data                  |
| - | ---------- | -------- | ------ | ---------- | -------- | --------------------- |
| 1 | 17 611     | Forge FC | 1–1    | York9      | TH Field | 27 de abril de 2019   |
| 2 | 10 486     | Forge FC | 1–0    | Cavalry FC | TH Field | 26 de outubro de 2019 |

## Maiores goleadas
Estas são as doze maiores goleadas da história da CPL:
| Nº | Mandante        | Placar | Visitante     | Estádio                    | Data           | Ano  |
| -- | --------------- | ------ | ------------- | -------------------------- | -------------- | ---- |
| 1  | Valour FC       | 0–8    | Cavalry FC    | IG Field                   | 2 de setembro  | 2019 |
| 2  | York9           | 6–2    | HFX Wanderers | York Lions                 | 27 de junho    | 2019 |
| 3  | HFX Wanderers   | 0–5    | Pacific FC    | UPEI Artificial Turf Field | 15 de setembro | 2020 |
| 4  | Atlético Ottawa | 0–4    | Valour FC     | UPEI Artificial Turf Field | 19 de agosto   | 2020 |

## Artilheiros
| Ano  | jogador        | País              | Equipe        | Gols    |
| ---- | -------------- | ----------------- | ------------- | ------- |
| 2019 | Tristan Borges | Canadá            | Forge FC      | 13 gols |
| 2020 | Akeem Garcia   | Trinidad e Tobago | HFX Wanderers | 6 gols  |
| 2021 | João Morelli   | Brasil            | Pacific FC    | 14 gols |
| 2022 | Alejandro Díaz | México            | Pacific FC    | 13 gols |